# アダルギン
アダルギン（モンゴル語: Адаргин Adarγin）とは、かつてモンゴル高原で活動した遊牧民族。アダルキンとも。

## 概要
諸史料は一致してボドンチャルの子孫「サム・カチウン」の子孫がアダルギン部を構成したとするが、サム・カチウンの出自については諸説ある。
『元朝秘史』によると、サム・カチウンの息子アダルギダイは「兄弟の間を仲違い(アダルクチ)させるので」、その子孫はアダルギン部と呼ばれたという。『元朝秘史』ではadarqčiを「間諜」と訳しているが、これは「間者(スパイ)」を意味するものではなく、「他人の間を裂くために悪口を言う」の意である。
12世紀末にチンギス・カンが登場した頃、アダルギン部はブルテチュ・バアトルとモクル・クランという人物によって率いられており、この2人が率いる軍団は「十三翼の戦い」では第3翼を率いていた。アダルギンも含む「十三翼」の大部分は後にチンギス・カンに背いたが、モクル・クランは後に許されて千人隊長(ミンガン)に任ぜられた。しかし、このような来歴が影響したためかモンゴル帝国おいてアダルギン部族出身の有力者はほとんど知られていない。
『集史』「アダルギン部族志」には『集史』が編纂された頃のジョチ・ウルスではノガイの下にアダルギン部族兵が多数いたという。また、モクル・クランの孫ブクリがフレグ・ウルスに仕えていたとも記録されているが、その事蹟については何も知られていない。